# Juan Pablo Villegas
Pour les articles homonymes, voir Villegas.
Villegas  Cardona est un nom espagnol. Le premier nom de famille, en général paternel, est Villegas ; le second, en général maternel, souvent omis, est Cardona.
Juan Pablo Villegas Cardona, né le 15 octobre 1987 à Pácora (département de Caldas), est un coureur cycliste colombien des années 2000 et 2010, passé professionnel en 2011 dans l'équipe Colombia es Pasión-Café de Colombia. Il a ensuite couru pour l'équipe continentale Manzana Postobón, émanation de l'équipe 4-72 Colombia.

## Repères biographiques

### Année 2012
À la suite de la défection de son principal sponsor, l'équipe Colombia es Pasión perd son statut d'équipe continentale professionnelle et redémarre la saison 2012 au plus haut niveau national. Seuls deux coureurs sont conservés de l'effectif 2011, Juan Pablo Villegas et Sebastián Salazar.
Le 29 février, il commence sa saison sur route par la Vuelta al Valle, première course par étapes du calendrier national colombien. L'épreuve commence par un prologue disputé sous la forme d'une poursuite par équipes de trois coureurs sur le vélodrome Alcides Nieto Patiño de Cali, sur une distance de 2 000 mètres, soit huit tours. Le trio, composé de Sebastián Salazar, Carlos Urán et Juan Pablo Villegas, le remporte. Villegas revêt, à cette occasion, le maillot de leader. Le lendemain, celui-ci devance le sprint du peloton, en s'échappant à 1 500 mètres de l'arrivée, il s'impose avec onze secondes d'avance et conserve la tête du classement. Le jour suivant, son coéquipier Carlos Urán remporte la victoire, dans un sprint massif. La troisième étape, se terminant par vingt kilomètres d'ascension, est fatale à Juan Pablo Villegas, alors leader de l'épreuve. Le contre-la-montre qui clôt l'épreuve lui permet cependant, en terminant deuxième de l'étape, de remonter au sixième rang du classement général.
Après avoir été ralenti dans sa progression par un virus contracté lors de la Clásica de Anapoima, Villegas se retrouve dans l'échappée qui prend près de quatre minutes d'avance sur les principaux favoris, lors de la première étape de la Vuelta a Cundinamarca. Il fausse compagnie à ses compagnons de fugue et s'impose en solitaire. Il endosse, du même coup, le maillot de leader. Les étapes suivantes ont un profil privilégiant des qualités de grimpeur, et Villegas ne peut lutter pour la victoire finale. Il termine néanmoins huitième au classement général final.
Le 15 décembre, après quatre ans de fiançailles, il se marie avec sa compagne à Medellín.

### Année 2013
Dès le début de la saison, il obtient de bons résultats. À la Clásica José María Córdova de Rionegro, il finit trois fois dans les trois premiers aux arrivées d'étapes, ce qui lui permet de terminer deuxième, juste derrière Óscar Sevilla. À la Vuelta al Valle qui démarre véritablement la saison cycliste colombienne, à la fin mars, il termine deuxième du sprint massif, concluant la troisième étape. Le lendemain, il gagne un contre-la-montre qui lui permet d'endosser le maillot de leader. À la différence de l'année précédente et à la faveur d'une étape décisive aux pourcentages moins accentués qu'en 2012, Villegas conserve la tête à l'issue de la dernière étape et remporte la Vuelta al Valle del Cauca. Après de nombreuses places dans les dix premiers d'une course par étapes, Villegas réussit, enfin, à s'adjuger son premier titre.

### Année 2015
En décembre 2014, il annonce poursuivre sa carrière dans l'équipe continentale américaine SmartStop. Faute de financement, le projet tourne court et il est obligé de retourner en Colombie. L'équipe nationale Manzana Postobón, émanation de la formation 4-72 Colombia l'accueille fin avril.
Après avoir révélé des "dysfonctionnements" dans la lutte antidopage dans le cyclisme colombien, il est victime de harcèlements. Malgré le soutien de son équipe, ceux-ci le contraignent à mettre un terme à sa carrière professionnelle, le 1er juillet. Pour sa reconversion, il indique que ses racines sont dans les plantations de café. Il veut faire fructifier le travail de sa famille dans cette industrie agro-alimentaire, en voulant travailler à l'exportation.

### Année 2016
Pourtant en 2016, la formation Manzana Postobón, redevenant équipe continentale, l'inscrit comme membre de son effectif sur les listes de l'UCI.

## Palmarès
- 2007
  - 5e étape du Tour de Colombie espoirs (contre-la-montre)
  - 2e du Tour de Colombie espoirs
- 2009
  -  Champion panaméricain sur route espoirs
  - 3e et 6e (contre-la-montre) du Tour de Colombie espoirs
  -  Médaillé d'argent du championnat panaméricain sur route élites
  -  Médaillé d'argent du championnat panaméricain du contre-la-montre espoirs
- 2010
  - Prologue de la Vuelta al Valle del Cauca (contre-la-montre par équipes)
  - 1re étape du Clásico RCN (contre-la-montre par équipes)
- 2012
  - Prologue (contre-la-montre par équipes) et 1re étape de la Vuelta al Valle del Cauca
  - 1re étape de la Vuelta a Cundinamarca
  - 6e et 9e étapes du Tour du Venezuela
  - 3e étape de la Clásica de El Carmen de Viboral
  - 3e de la Clásica de El Carmen de Viboral
- 2013
  - Vuelta al Valle del Cauca :
    - Classement général
    - 3e étape (contre-la-montre)

  - 2e de la Clásica de Rionegro
- 2014
  - Tour du Mexique :
    - Classement général
    - 1re, 4e et 5e étapes
- 2017
  - 12e étape du Tour de Colombie

## Classements mondiaux
| Année            | 2009 | 2010 | 2011 | 2012 | 2013 | 2014 | 2015 | 2016 | 2017  |
| ---------------- | ---- | ---- | ---- | ---- | ---- | ---- | ---- | ---- | ----- |
| UCI America Tour | 19e  |      |      | 116e | 119e | 21e  |      |      | 307e  |
| UCI Europe Tour  |      |      |      |      |      |      |      |      | 1406e |
| UCI Asia Tour    |      |      |      |      |      |      |      |      | 473e  |